# Gerberstein
Der Gerberstein ist einer der höchsten Berge des Wartburgkreises.
Die 728,5 m ü. NN hohe Granitformation im Thüringer Wald besitzt eine Aussichtskanzel mit Ausblick über das Werratal und die Rhön. Die nächsten Gemeinden sind Ruhla, Steinbach (Bad Liebenstein) sowie Brotterode.
Der Gerberstein besteht aus dem Hauptgranit des Ruhlaer Sattels, welcher bei der Herauspressung in der saxonischen Bruchschollentektonik der Verwitterung am besten widerstand.

## Geschichte

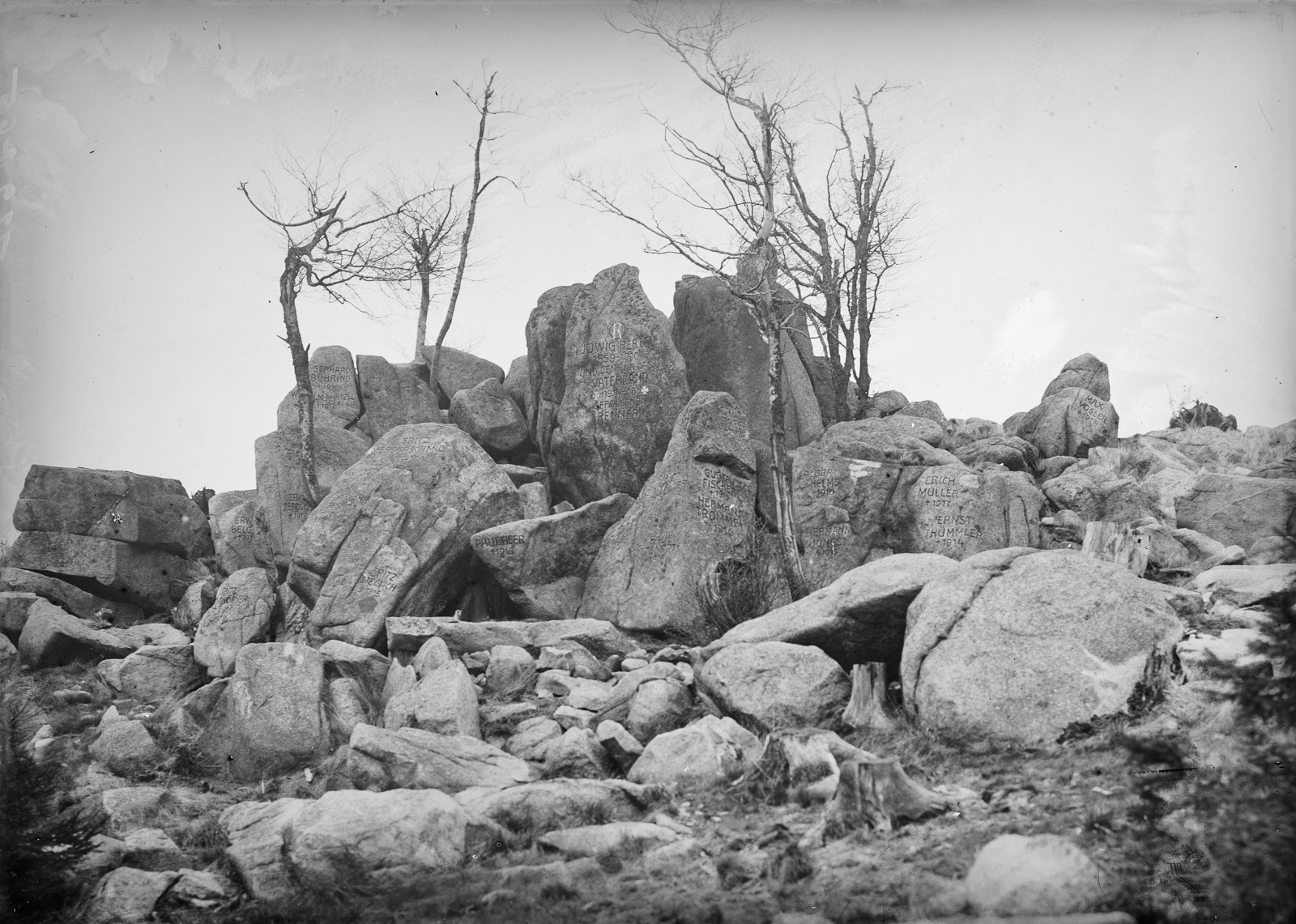
Granit-Felsblockmeer mit Gedenkinschrift (um 1925)

Der Gerberstein ist der erste urkundlich erwähnte Berg des gesamten Kammgebietes des Thüringer Waldes. Er wurde bereits in einer Grenzbeschreibung der Mark Breitungen des Königs Heinrich I. im Jahre 933 als Gervuenestein erwähnt. Einige Jahre später (1014) tauchte er als Gerwinestein in einer Grenzbeschreibung der Mark Lupnitz auf. Vermutlich stand auf dem Berg eine Burg – es lassen sich jedoch keinerlei Befestigungsreste erkennen.
Der Gerberstein gehörte zum Jagdgebiet der Ludowinger, zu dieser Zeit gab es hier noch Braunbären als Jagdwild.

## Naturschutz
Eine Schautafel am Hauptzugangsweg informiert, dass der Gerberstein bereits seit 1940 als Flächennaturdenkmal geschützt ist.  Der BUND – Kreisverband Wartburgkreis wies den Gerberstein als Biotop des Monats Dezember 2000 aus.

### Waldbestockung
Im Gipfelbereich ist ein Altbestand Buchen vorherrschend, der mit Traubeneiche, Eberesche und Bergahorn durchsetzt ist. Die unteren Lagen wurden seit 200 Jahren auch mit Fichten bepflanzt, in der Hoffnung, damit in der exponierten Lage noch waldwirtschaftliche Erfolge erzielen zu können. Auch der Gerberstein wurde in den letzten Jahren von Orkanen heimgesucht.

### Bodenvegetation
In der Kraut- und Bodenschicht dominieren Waldreitgras, Harzer Labkraut, Quirlblättrige Weißwurz sowie ein typischer Querschnitt an Moosen, Farnen und Flechten.

### Vogelwelt
In der Zeit von 1979 bis 1984 hat der Ornithologe Robert Neugebauer eine sogenannte „Kontrollfläche“ dokumentiert. Hierbei wurden in dem vorwiegend mit Fichten bestockten Areal die folgenden 14 Vogelarten  beobachtet: Die dominierenden Arten waren Buchfink, Rotkehlchen, Heckenbraunelle und Wintergoldhähnchen. Mit gelegentlicher Anwesenheit wurden Fitislaubsänger, Waldlaubsänger, Weidenlaubsänger, Haubenmeise, Tannenmeise, Kohlmeise, Mönchsgrasmücke, Amsel, Singdrossel und Star registriert.

## Sehenswürdigkeiten
In unmittelbarer Umgebung befinden sich die Erbstromquelle,  der Goldborn, die Wüstung Glasbach sowie die markante Straßenkreuzung Glasbachstein. Etwa 1 km südlich befindet  sich am überlieferten Ort der Gefangennahme Martin Luthers das Lutherdenkmal.

## Impressionen

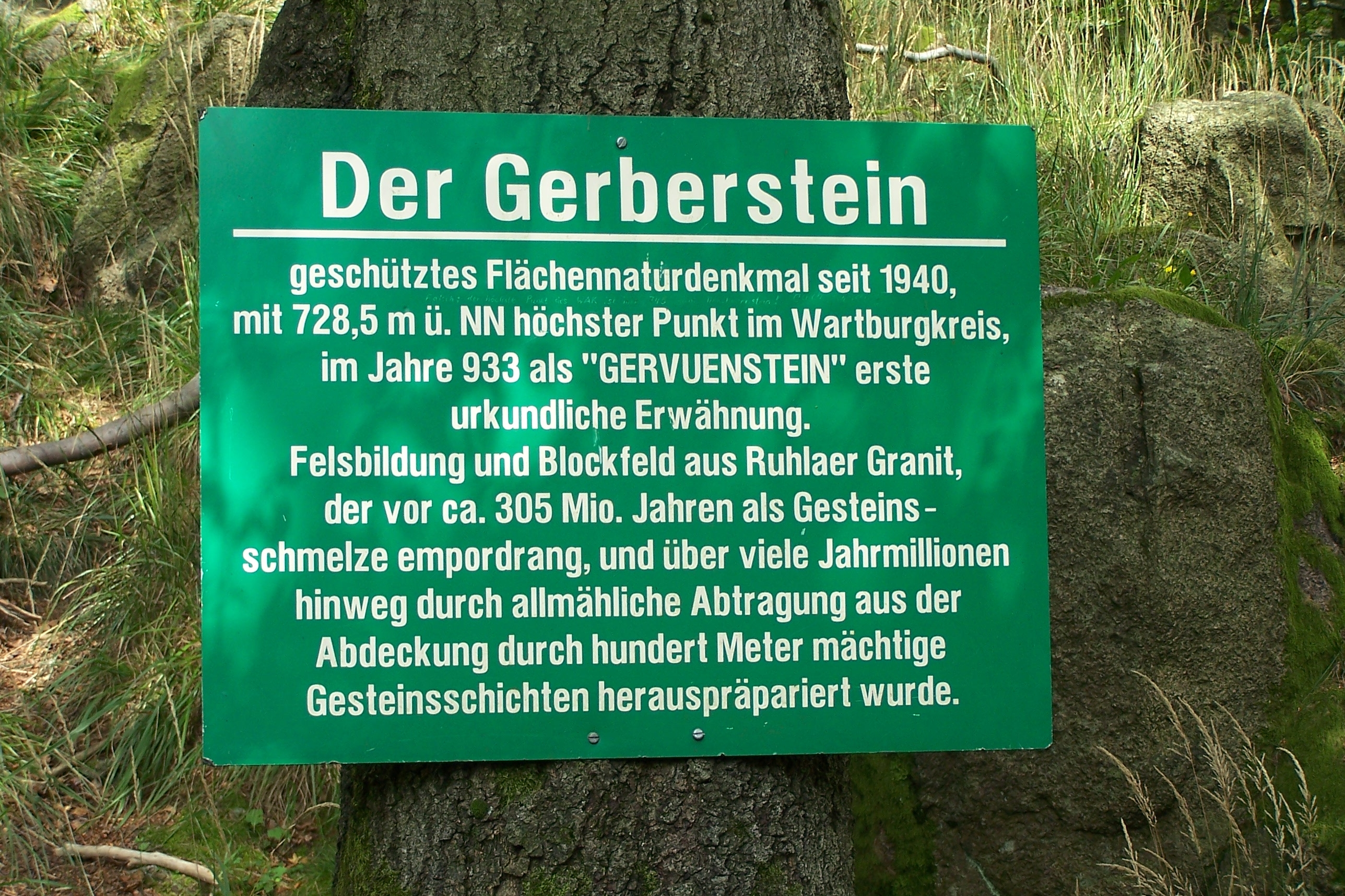
Infotafel
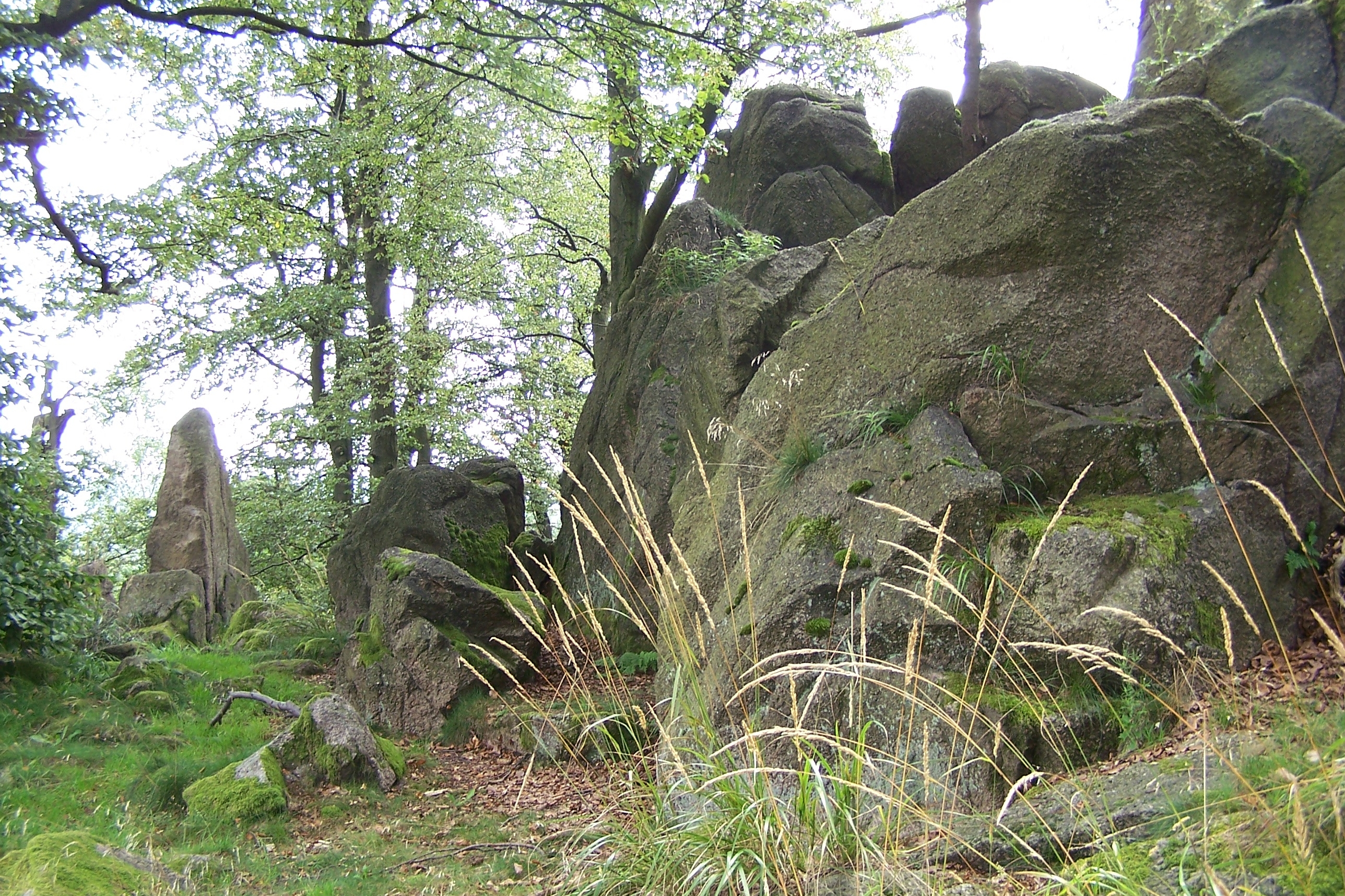
Felsgebilde
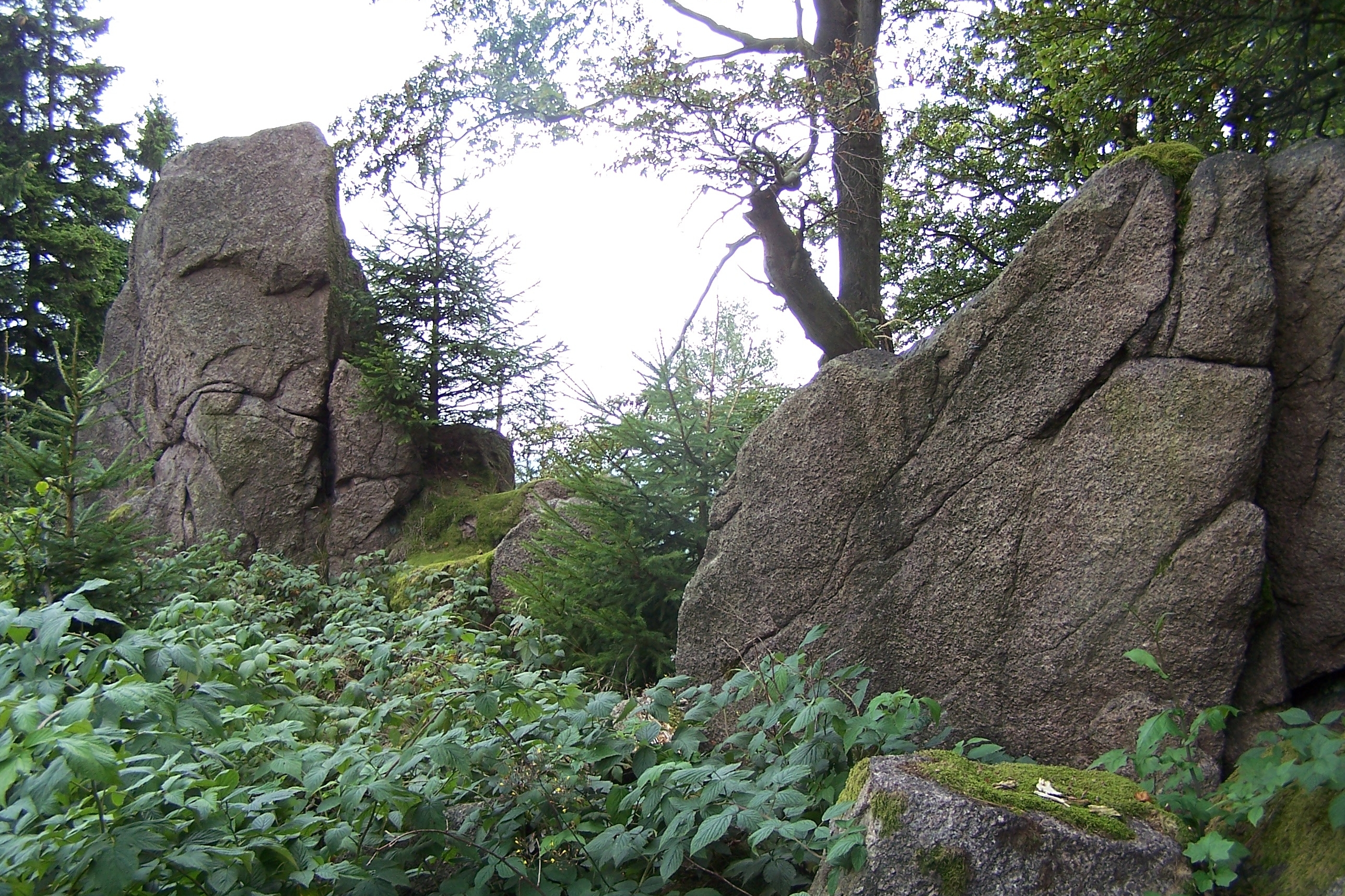
Felsgebilde
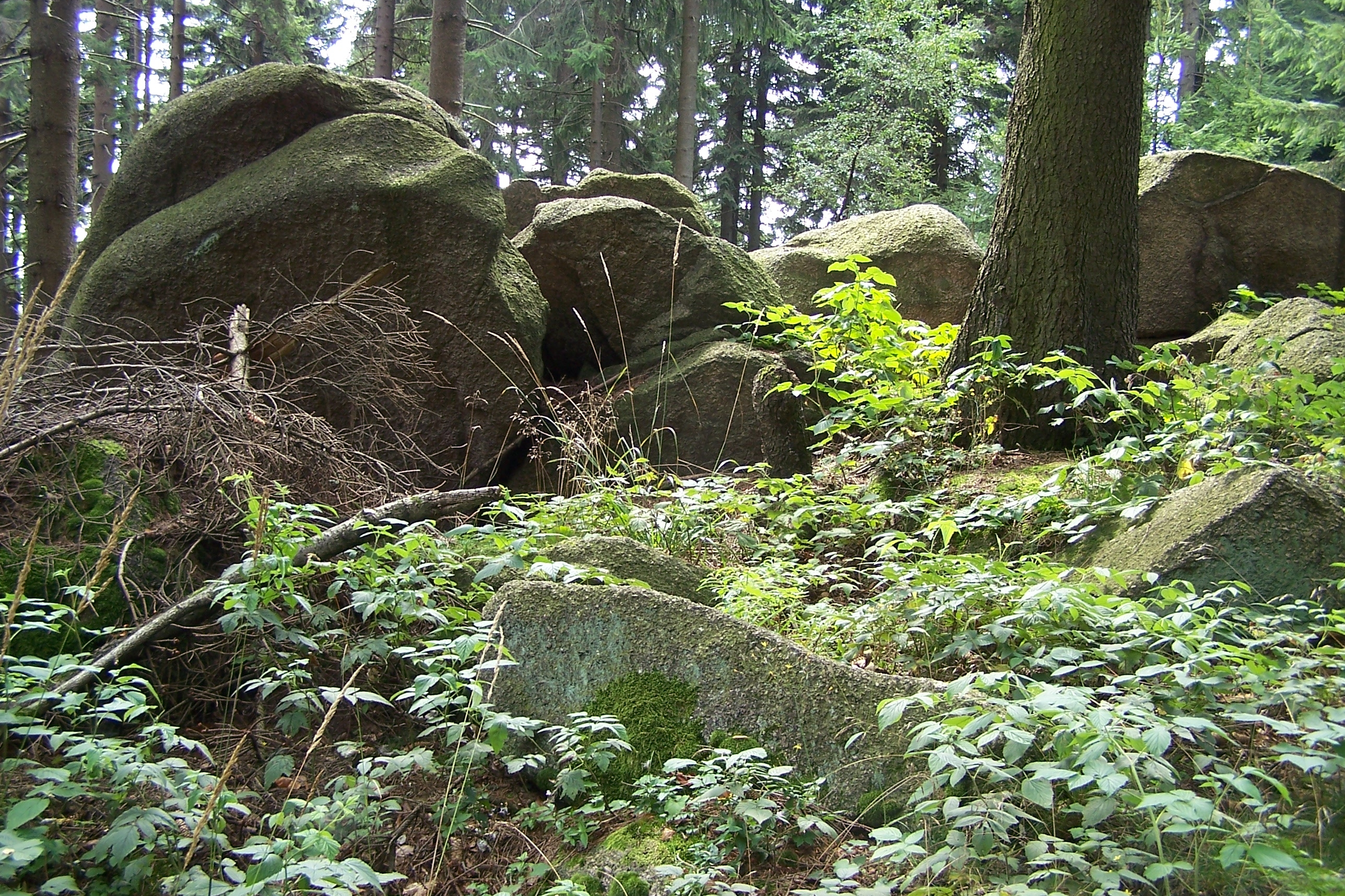
Felsgebilde